# Septum-piercing
En septum-piercing er en piercing, der går gennem næsens skillevæg og kommer til syne ud af hvert næsebor.
Septumen er set hos en del naturfolk, for eksempel havde nogle inuitstammer piercingen, fordi de mente, at piercingen hindrede sjælen i at flyve ud gennem næsen. Den blev også brugt af aboriginererne i Australien. Ellers er den også set i nogle sydafrikanske stammer. 
Septumen er tre til fire måneder om at hele.